# Sing Sing BB
Sing Sing BB a fost o formație muzicală din România, înființată în anul 1999 de Fero (Sorin Crețu) și Asi (Rareș Asăvoaiei).
Din formație a făcut parte și Cristina Rus, care a intrat în trupă la sfârșitul anului 1999.
Printre cele mai cunoscute melodii ale formației se numără „Inima mea bate” și „Aoleu, inima mea”.
Trupa nu a rezistat foarte mult, în anul 2001 Cristina Rus dându-și seama că și-a creat deja un nume în industrie și își poate vedea mai departe de carieră, fără duetul masculin.
Astfel, ea semnează un contract cu Andreea Bănică, proaspăt ieșită din proiectul Exotic, formând împreună grupul Blondy.